# Ferrari World
Ferrari World Abu Dhabi (in arabo عالم فيراري) è un parco a tema sull'isola Yas ad Abu Dhabi progettato da Benoy Architects nel 2005.
È il primo parco progettato con temi connessi alla Ferrari; contiene una pista, un teatro, 20 attrazioni, il cinema 3D, la galleria delle auto storiche, la riproduzione del paddock e l'Italia in miniatura. Il parco accoglie la Formula Rossa, la montagna russa più veloce al mondo che raggiunge infatti i 240 km/h in meno di 5 secondi, oltre a una montagna russa a grande caduta, e a un altro con due carrelli paralleli per andare come in gara.
Il parco è di proprietà di Aldar Properties, la compagnia principale di sviluppo di Abu Dhabi. Farah Leisure Parks Management L.L.C., una joint-venture fra Aldar Properties PJSC e ProFun Management Group Inc. (strutture internazionali di divertimento) che gestirà il Ferrari World Abu Dhabi.

## La costruzione e il tetto

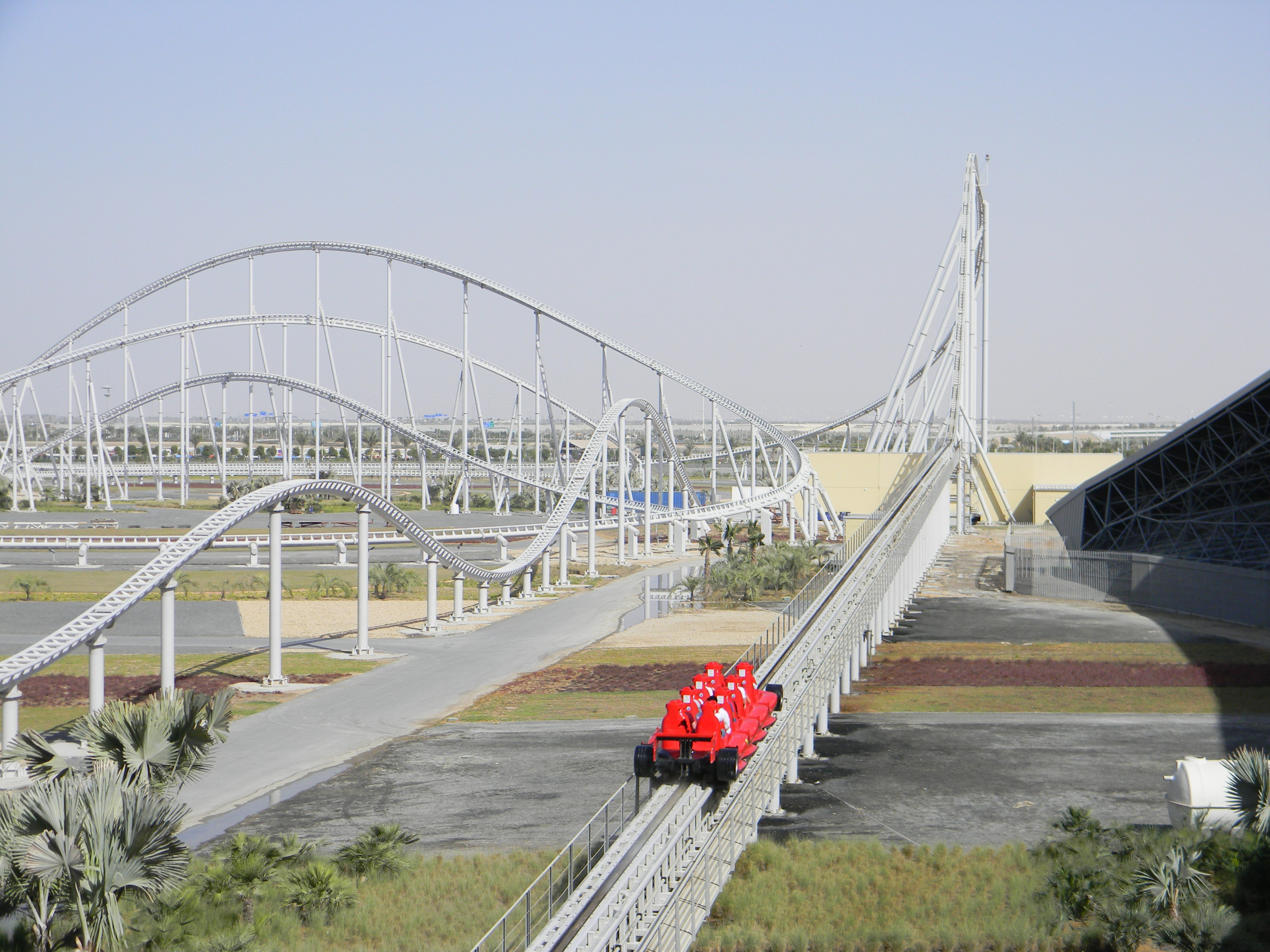
Montagna russa Formula Rossa

L'edificio è alto 45 metri e ha una circonferenza esterna di 2 200 metri. La superficie totale è di 200000 m², con una superficie coperta (accessibile solo dal pubblico) di 85000 m².